# Opomydas townsendi
Opomydas townsendi är en tvåvingeart som först beskrevs av Samuel Wendell Williston  1898.  Opomydas townsendi ingår i släktet Opomydas och familjen Mydidae.
Artens utbredningsområde är New Mexico. Inga underarter finns listade i Catalogue of Life.